# Geb
Geb ókori egyiptomi isten, a héliopoliszi enneád tagja. Su és Tefnut fia, Atum unokája. Geb a föld istene; testvére és egyben felesége Nut égistennő. Gyermekeik Ozirisz, Ízisz, Nebethet és Széth.
Testéből nőtt a növényzet, bordáiból a gabona, de a friss víz is az ő testéből ered, Hápi, a Nílus-isten Geb barátja. Pozitív tevékenysége mellett azonban szárazságot is tudott okozni, és nevetése okozta a földrengést. Gyógyító istenként is ismert, különösen skorpiócsípés elleni varázsszövegekben említik. Mint a föld megtestesítője, a sírt is jelképezi. Fontosságát mutatja, hogy a Piramisszövegekben az egyik leggyakrabban előforduló istennév az övé; gyakran Rével együtt említik.
Szoros összefüggésben állt a királyság fogalmával is, mint Atum örököse és Ozirisz apja. A Hórusz és Széth történetében ő a bíró, aki dönt abban, ki a trón jogos örököse. A fáraót Geb örökösének is nevezték.
Saját kultusza nem volt, de számos templomban ábrázolják, és a népi vallásban is fontos szerepet töltött be. A görögök Kronosszal azonosították.

## Ikonográfiája
Mint a kozmikus isteneket többnyire, Gebet is általában embernek ábrázolták, ilyenkor Alsó-Egyiptom vörös koronáját viselte. Gyakran az oldalán fekszik a földön, a Nut formájában megjelenített ég alatt. Megjelenhetett lúdként is (ezt az állatot összefüggésbe hozták a teremtéssel), vagy emberalakban, fején lúddal; VI. Ramszesz sírjában nyúlfejjel ábrázolják. Bőre lehet zöld, ami a termékenység jele volt, és boríthatják növények is.

## Mítosza
A mítosz szerint Geb összeverekedett nővérével és feleségével, Nut égistennővel, mert az naponta felfalta a gyerekeiket – a csillagokat –, majd ismét megszülte valamennyit. Su szétválasztotta őket, Gebet lent hagyta vízszintes helyzetben, Nutot pedig felemelte. Geb lelke (bája) Hnum volt. Azt tartották, hogy Geb lelke jóságos isten. Megóvja az élőket és a holtakat a földben élő kígyóktól, őrajta nő minden növény, amire szüksége van az embernek, belőle jön fel a víz (a Nílus). Kapcsolatban volt a holtak birodalmával. A Halottak Könyvének 125. fejezetében Geb részt vesz Ozirisznak a holtak feletti ítélkezésében. Geb nevét a kacsa hieroglifájával (Gb) írták, bár a kacsa nem volt szent madara. Az egyik szövegben Geb leányát, Íziszt „kacsatojásnak” nevezik.